# 大阪府立成美高等学校
大阪府立成美高等学校（おおさかふりつせいびこうとうがっこう）は、大阪府堺市南区に所在する公立の高等学校。

## 概要
従来の大阪府立上神谷（にわだに）高等学校と大阪府立美木多高等学校を統合し、2003年に設置された。校舎は旧美木多高等学校のものを引き継いでいる。開設当初は普通科総合選択制の課程を設置していたが、2018年度より総合学科へと改編した。
旧上神谷高等学校跡地には、堺市立上神谷支援学校が2009年4月に開校した。
「成美」の校名は、論語の一節に由来する。また、旧上神谷高校と同じ地域にある現在の堺市立上神谷小学校が明治時代には「成美尋常小学校」という名称で、旧美木多高校の近隣地区（かつての泉北郡美木多村）からも児童が通学していたという歴史にもかけている。

## 沿革
前身校の大阪府立上神谷高等学校は、1979年に全日制普通科高等学校として、堺市御池台4丁（現在の堺市南区御池台4丁）に開校した。またもう一つの前身校の大阪府立美木多高等学校は、1980年に全日制普通科高等学校として堺市城山台4丁（現在の堺市南区城山台4丁）に開校した。いずれも、高校生の急増に伴う受け入れ先としての新設高等学校として、泉北ニュータウンに設置された。
しかし少子化などに伴う高等学校再編整備計画が持ち上がり、2001年には上神谷・美木多の両高校が「全日制府立高等学校特色づくり・再編整備第一期実施計画第3年次対象校」となった。
2003年度には上神谷・美木多の両高校を統合して、堺市城山台4丁・旧美木多高等学校敷地に成美高等学校が開校した。開校当初は普通科総合選択制の課程を設置し、情報・国際理解・福祉子ども・自己創造・人文地域・自然科学の6エリアを開設していた。
2006年には、大阪府立横山高等学校の家政科を機能統合している。2018年から普通科総合選択制を総合学科へ改編した。

### 年表
- 1979年 - 前身校の大阪府立上神谷高等学校が開校。
- 1980年 - 前身校の大阪府立美木多高等学校が開校。
- 1989年 - 上神谷高校で、中国からの帰国生徒の受け入れを始める[2]。
- 2001年11月16日 - 大阪府教育委員会、上神谷・美木多の両校統合を決定。
- 2003年 - 普通科総合選択制の大阪府立成美高等学校が開校。
- 2005年 - 最後の卒業生を出したことに伴い、上神谷・美木多の両校が閉校。
- 2006年 - 大阪府立横山高等学校家政科を機能統合。
- 2018年 - 普通科総合選択制を廃止し総合学科へ改編。

## 交通
- 南海泉北線光明池駅から南海バス乗車、「城山台4丁」バス停下車。

## 出身者
旧・上神谷高等学校
- 中野嘉章 - 音楽家　オペラ歌手

## 関係者
- 真鍋井蛙 - 篆刻家・書家。旧・上神谷高等学校教諭（在職1980年-1990年）